# 미하일로 베르비츠키

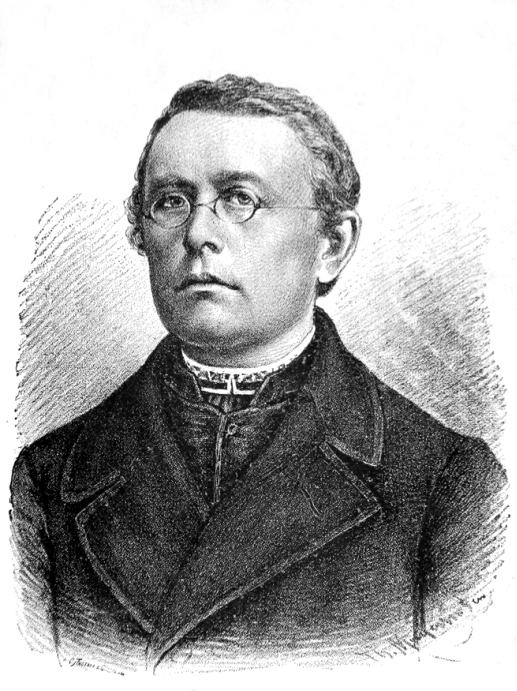
미하일로 베르비츠키의 모습

미하일로 미하일로비치 베르비츠키(우크라이나어: Михайло Михайлович Вербицький, 1815년 3월 4일 ~ 1870년 12월 7일)는 우크라이나의 작곡가이자 우크라이나 그리스 가톨릭 교회 신부이다. 현대 우크라이나의 공식 국가가 된 《우크라이나의 영광은 사라지지 않으리》를 작곡한 인물로도 유명하다.